# 科夫平卡
52°13′10″N 33°15′5″E / 52.21944°N 33.25139°E
科夫平卡（烏克蘭語：Ковпинка），是烏克蘭北部的村莊，隸屬切爾尼希夫州的尼任區。該村始建於1924年，面積0.01平方公里，海拔高度141米，2006年人口4，人口密度每平方公里307.7人。